# AC 유베네스/도가나
AC 유베네스/도가나(이탈리아어: A.C. Juvenes/Dogana)는 세라발레를 연고로 하는 산마리노의 축구 클럽이다. 현재는 캄피오나토 산마리노 디 칼초에 참가하고 있다. 2000년 SS 유베네스(S.S. Juvenes)와 GS 도가나(G.S. Dogana)가 합병되면서 설립되었다.

## 성적
- 산마리노 연방 트로피 2회 우승 (2008-09, 2010-11)

## 선수 명단

### 현역
- 미켈레 체볼리(2020 ~ )